# Jann Billeter

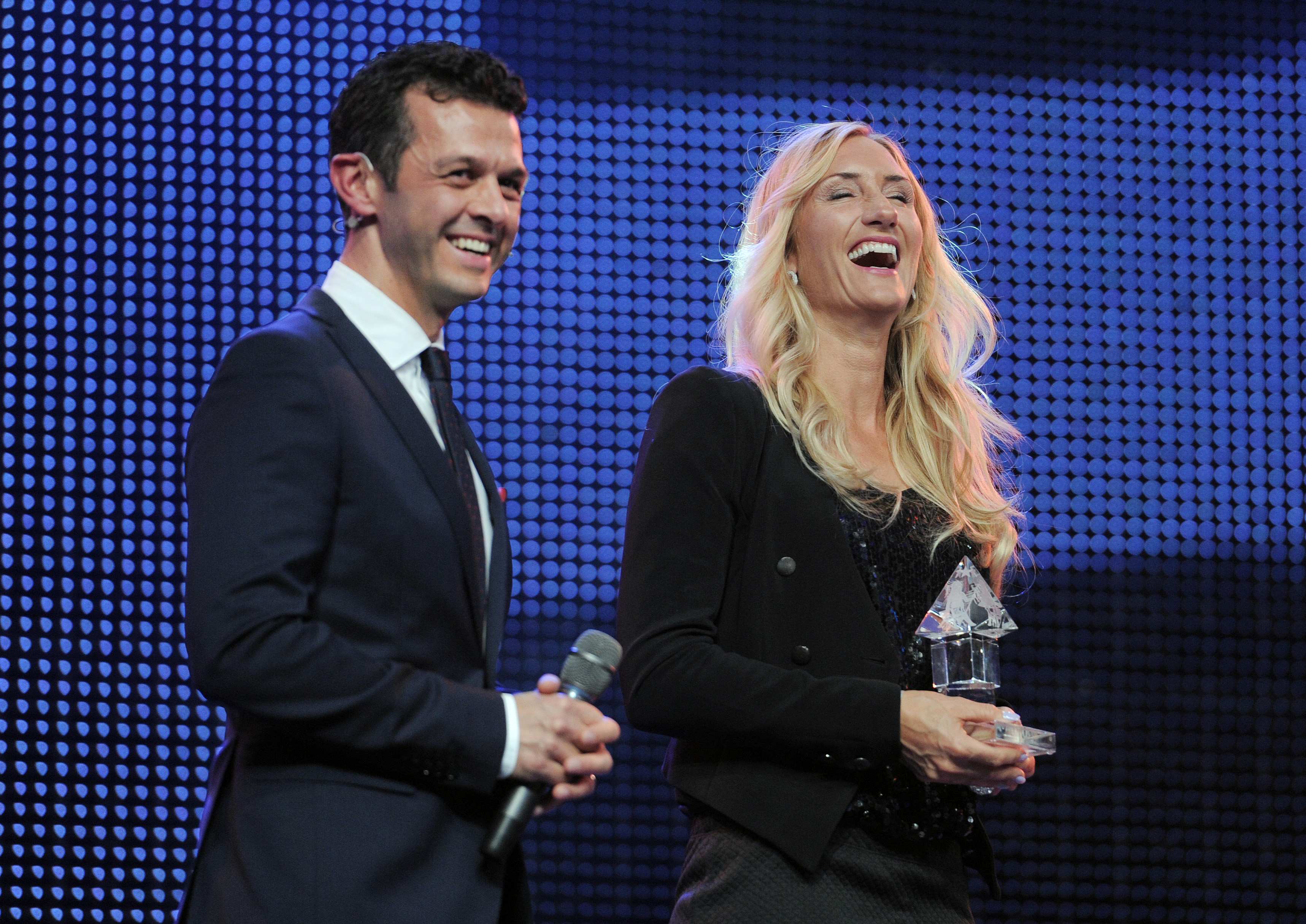
Jann Billeter (links) mit Tanja Frieden 2014

Jann Billeter (* 5. Februar 1972 in Davos, Bürgerort Männedorf) ist ein Schweizer Fernsehmoderator und ehemaliger Eishockeyspieler. 

## Leben und Wirken
Jann Billeter wurde 1972 in Davos geboren und begann als Fünfjähriger beim HC Davos mit dem Eishockeyspiel. Mit 18 Jahren wurde er in die erste Mannschaft aufgenommen und spielte eine unvollständige Saison in der 1. Liga sowie in der Saison 1992/93 in der Nationalliga B. Aus gesundheitlichen Gründen wechselte er zum EHC Winterthur in die 1. Liga und gab seine Eishockeykarriere schließlich ganz auf.
Danach arbeitete der ausgebildete Radio- und Fernsehelektroniker drei Jahre als Sportredaktor und Moderator beim Winterthurer Radio Eulach. Am 1. August 1997 wechselte er zum Schweizer Radio und Fernsehen (SRF), wo er Moderator von Sport aktuell wurde. Von 1998 bis 2004 kommentierte er Tennisübertragungen, seit 2004 Eishockey. Von 2000 bis 2006 war er für das Schweizer Radio und Fernsehen als Kommentator bei Olympischen Spielen tätig. 2006 wurde er ins Moderatorenteam des Sportpanoramas aufgenommen und ab April 2007 moderierte er mit Einstein eine Sendung ausserhalb des Sportressorts. Bei den Olympischen Sommerspielen 2021 hatte er den letzten Auftritt bei SRF; er wechselte danach zu MySports.
Anlässlich des 100-jährigen Bestehens des EHC Arosa 2024 moderierte Billeter zusammen mit dem Duo Lapsus die Jubiläumsshow im Humorzelt bei der Tschuggenhütte.